# Euphoria lineoligera
Euphoria lineoligera är en skalbaggsart som beskrevs av Blanchard 1850. Euphoria lineoligera ingår i släktet Euphoria och familjen Cetoniidae. Inga underarter finns listade i Catalogue of Life.